# Ray Liotta
Raymond Allen Liotta (Newark, 18 de dezembro de 1954 — Santo Domingo, 26 de maio de 2022) mais conhecido como Ray Liotta, foi um ator e produtor de cinema Ítalo-estadunidense. Liotta é mais conhecido por interpretar o papel de Henry Hill no clássico Os Bons Companheiros, também como Paul Krendler em Hannibal e Tommy Vercetti no jogo Grand Theft Auto: Vice City. Ele ganhou um Emmy Award de Melhor Ator Convidado em Série Dramática, por sua participação na série ER, e foi nomeado para o Globo de Ouro de Melhor Ator Coadjuvante pelo filme Totalmente Selvagem.
Também participou do videoclipe "Bloodstream" do cantor britânico Ed Sheeran em parceria com a banda Rudimental. O clipe mostra Liotta como um músico deprimido e decadente. Ele também atuou como tenente Matt Wozniak na série Shades of Blue (2016-2018).

## Biografia
Liotta nasceu em Newark, Nova Jersey, e foi adotado aos seis meses de idade por Mary Liotta, uma funcionária municipal nomeada, e Alfred Liotta, filho de imigrantes italianos, proprietário de uma loja de peças e presidente de um clube democrata local. Ambos eram democratas. Ele tem uma irmã, Linda Liotta, que também é adotada. Ele foi criado como católico, embora sua família não fosse muito religiosa. Liotta disse que sabia que foi adotado desde criança. Conheceu sua mãe biológica nos anos 2000 e descobriu que tem ascendência escocesa, e que também tem uma irmã, um meio-irmão e cinco meias-irmãs.
Ele completou o ensino médio na Union High School em 1973, em Union, Nova Jersey, onde cresceu. Embora não fosse muito dedicado aos estudos, ele se destacou no ensino médio por sua atuação no futebol e no basquete. Formou-se em belas artes na Universidade de Miami, em 1978. Depois da faculdade, Liotta mudou-se para Nova York. Ele conseguiu um emprego como garçom no Shubert Theatre e conseguiu um agente em seis meses.

### Carreira
Um dos primeiros papéis de Liotta foi como Joey Perrini na novela Another World; ele apareceu no programa de 1978 a 1981. Deixou o programa para tentar a sorte na indústria cinematográfica e se mudou para Los Angeles. Ele estreou no cinema em uma cena de agressão sexual com Pia Zadora, no filme The Lonely Lady, em 1983. Seu primeiro papel principal foi em Totalmente Selvagem, de 1986, que lhe rendeu sua primeira indicação ao Globo de Ouro. Em 1989, Liotta retratou o fantasma do famoso jogador de beisebol Shoeless Joe Jackson no filme Campo dos Sonhos.
Em 1990, Liotta interpretou o mafioso da vida real Henry Hill no filme de Martin Scorsese, Goodfellas. Em 1992, ele atuou como policial psicopata ao lado de Kurt Russell no thriller Obsessão Fatal. Também estrelou o filme de ficção científica No Escape. Em 1996, ele estrelou o filme de ficção científica Inesquecível, onde Liotta recebeu elogios da crítica. Em 1997, participou de Cop Land, estrelado por Sylveter Stallone e Robert De Niro. Em 1998, ele recebeu elogios críticos por sua atuação em Phoenix: A Última Cartada, como jogador compulsivo. No mesmo ano, Liotta interpretou o cantor Frank Sinatra no telefilme The Rat Pack, pelo qual ele recebeu uma indicação ao prêmio Screen Actors Guild. Estrelou como ele mesmo na comédia Just Shoot Me! em 2001. Em 2002, fez a voz de Tommy Vercettii no jogo de videogame Grand Theft Auto: Vice City. Em 2004, participou da série ER, interpretando Charlie Metcalf no episódio "Time of Death". Seu desempenho rendeu um Emmy de Melhor Ator Convidado em uma Série Dramática. Em 2006, Liotta estrelou a série da CBS, Smith, que foi cancelada após três episódios. Em 2004, Liotta fez sua estréia na Broadway, na peça de Match, de Stephen Belber.
Em 2011, atuou no filme The Son of No One, ao lado de Al Pacino. De 2016 a 2018, Liotta co-estrelou a série Shades of Blue, ao lado de Jennifer Lopez, interpretando o tenente Matt Wozniak. Em 2019, atuou no filme da Netflix Marriage Story, como Jay.

### Vida pessoal
Liotta se casou com a atriz Michelle Grace em fevereiro de 1997, depois de se conhecerem no jogo de beisebol do ex-marido de Grace, Mark Grace. Eles têm uma filha, Karsen Liotta, que nasceu em 1998. O casal se divorciou em 2004.
Em 2019 começou a namorar com Jacy Nittolo, e no final de 2020, Liotta anunciou o noivado.

### Morte
Ray Liotta morreu no dia 26 de maio de 2022 enquanto dormia, na capital da República Dominicana, Santo Domingo, onde estava a participar nas gravações do filme "Dangerous Waters". As causas de morte foram pneumonia e insuficiência pulmonar e cardíaca aguda,  potenciadas por ser fumante.

## Filmografia
- 2023 - O Urso do Pó Branco ... Dentwood
- 2022 - Every Last Secret ... Mr. Ancilla
- 2021 - The Many Saints of Newark ... Aldo "Hollywood Dick" Moltisanti / Salvatore "Sally" Moltisanti
- 2021 - No Sudden Move ... Frank Capelli
- 2020 - Hubie Halloween ... Pete Landolfa
- 2019 - Marriage Story ... Jay
- 2015 - O Protetor (Blackway) ... Richard Blackway
- 2013 - Crimes Cruzados (Pawn) ... Homem de Terno
- 2013 - Sin City: A Dame to Kill For
- 2012 - O Homem da Máfia (Killing Them Softly) ... Markie Trattman
- 2012 - Nos Braços do Crime ...Jack Molloy
- 2011 - The Entitled ... Richard Nader
- 2010 - Enlouquecendo com a Liberdade (Crazy on the Outside) ... Gray
- 2010 - O Sentido da Vida (Snowmen) ... Reggie Kirkfield
- 2010 - A Morte e Vida de Charlie (Charlie St. Cloud) ... Florio Ferrente
- 2010 - Uma Noite Fora de Série (Date Night) ... Joe Miletto
- 2009 - O Segurança Fora de Controle (Observe and Report) ... Detetive Harrison
- 2009 - Powder Blue (Powder Blue) ... Jack Doheny
- 2009 - Território Restrito (Crossing Over) ... Cole Frankel
- 2009 - Youth in Revolt (Youth in Revolt) ... Lance Wescott
- 2007 - A Batalha de Seattle (Battle in Seattle) ... Prefeito Jim Tobin
- 2007 - Bee Movie - A História de uma Abelha (Bee Movie) ... Ray Liotta (voz)
- 2007 - Em Nome do Rei (In the Name of the King: A Dungeon Siege Tale) ... Gallian
- 2007 - Motoqueiros Selvagens (Wild Hogs) ... Jack
- 2006 - (Comeback Season) ... Walter Pearce
- 2006 - A Última Cartada (Smokin' Aces) ... Donald Carruthers
- 2006 - Vem Dançar (Take the Lead) ... (Produtor)
- 2005 - Revolver (Revolver) ... Dorothy Macha
- 2004 - Luzes, Câmera, Ação (The Last Shot) ... Jack Devine
- 2004 - (Control) ... Lee Ray Oliver
- 2003 - Identidade (Identity) ... Rhodes
- 2002 - Narc (Narc) ... Henry Oak
- 2002 - Um Ato de Coragem (John Q) ... Gus Monroe
- 2001 - Doce Trapaça (Heartbreakers (2001)) ... Dean Cumanno / Vinny Staggliano
- 2001 - Hannibal (Hannibal) ... Paul Krendler
- 2001 - Profissão de Risco (Blow) ... Fred Jung
- 2000 - Identidade Assassina (Pilgrim) ... Jack
- 1999 - Marcas da Vingança (Forever Mine)... Mark
- 1999 - Muppets no Espaço (Muppets from Space) ... Gate Guard
- 1998 - Os Maiorais (The Rat Pack) ... Frank Sinatra
- 1998 - Phoenix: A Última Cartada (Phoenix) ... Danny Cannon
- 1997 - Cop Land (Cop Land) ... Gary Figgis
- 1997 - Turbulência (Turbulence)
- 1996 - Inesquecível (Unforgettable) ... David Krane
- 1995 - Operação Dumbo (Operation Dumbo Drop)
- 1994 - Fuga de Absolom (No Escape) ... Capitão John Robbins
- 1994 - Corina, Uma Babá Perfeita (Corrina) ... Manny Singer
- 1992 - Obsessão Fatal (Unlawful Entry) ... Pete Davis
- 1990 - Os Bons Companheiros (Goodfellas) ... Henry Hill
- 1989 - Campo dos Sonhos (Field of Dreams) ... Joe Jackson
- 1988 - Dominick e Eugene (Dominick and Eugene) ... Eugene "Gino" Luciano
- 1986 - Totalmente Selvagem (Something Wild) ... Ray Sinclair

## Vídeo games
- 2002 Grand Theft Auto Vice City - Tommy Vercetti (dublagem)
- 2013 Call of Duty: Black Ops II - personagem de Mob of the Dead (dublagem)[23]

## Prêmios e indicações
- Indicado ao Globo de Melhor Ator Coadjuvante por Something Wild (br: Totalmente Selvagem) em 1986.
- Vencedor do Prémio Emmy de Melhor Ator Convidado em Série de Drama por ER em 2005.
- Indicado ao MTV Movie Awards de Melhor Vilão por Unlawful Entry (br: Obsessão Fatal) em 1992.
- Indicado ao Independent Spirit Awards de Melhor Ator Coadjuvante por Narc em 2002.
- Indicado ao Screen Actors Guild Awards de Melhor Ator Minissérie ou Filme em por The Rat Pack (br: Os Maiorais) em 1998.
- Vencedor do premio Spike Video Game Awards de Melhor interpretação por Grand Theft Auto: Vice City
- Indicado ao Critics Choice Television Awards de Melhor Ator Coadjuvante em Série Limitada ou Filme Feito para Televisão por Black Bird
- Indicado ao Emmy Award de Melhor ator coadjuvante em minissérie ou telefilme por Black Bird